# V Persei
V Persei, eller Nova Persei 1887, var en uppflammande nova i stjärnbilden Perseus. Den upptäcktes 1887 av den skotsk-amerikanska astronomen Williamina Fleming och nådde fotografiska magnituden 4,0. Ljusstyrkan understiger numera magnitud 17,5.